# مسیحی شدن ایبریا

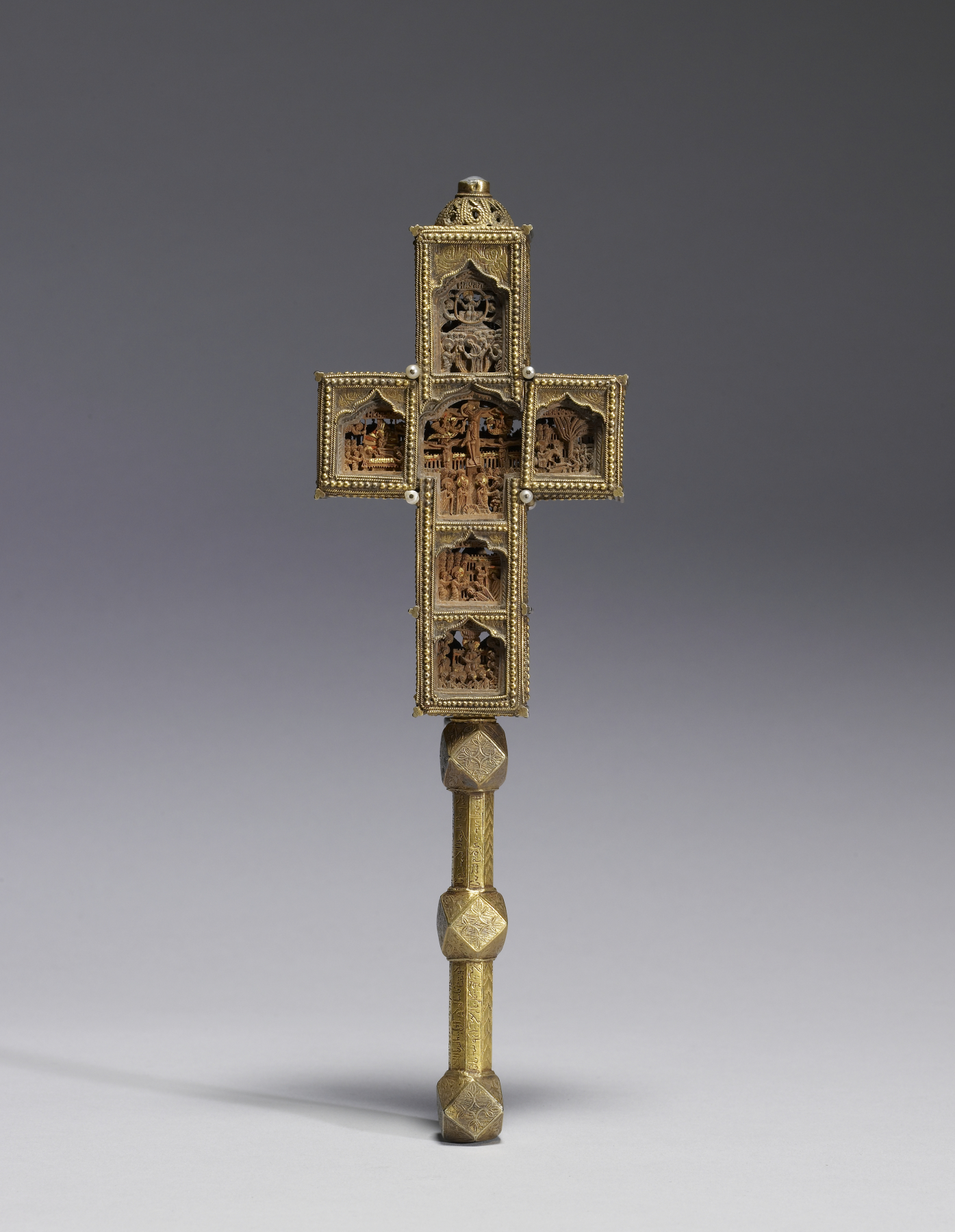
صلیب عبادت

مسیحی شدن ایبریا (گرجی: ქართლის გაქრისტიანება) اشاره به گسترش مسیحیت در اوایل قرن چهارم توسط موعظه سنت نینو در پادشاهی مردم گرجی کارتلی، شناخته شده به عنوان پادشاهی ایبری در اروپای دوران باستان،  که منجر به اعلام مسیحیت به عنوان یک دین رسمی توسط پادشاه پیگن آن زمان، میریان سوم ایبریا شد.